# Mystery 6
Mystery 6 es un falso documental de terror coreano, que fue lanzada el 30 de marzo de 2006 presentado por el popular grupo de Corea Super Junior, con Donghae como el personaje principal. El espectáculo se compone de cámaras ocultas, entrevistas, así como un narrador que documenta el viaje del grupo en investigación a la verdad detrás de la muerte de un antiguo inquilino en su apartamento. El show es conducido por Kang Won Rae.

## Trama

### Episodio 1: Ojo Negro(Black Eye)
- Super Junior aparece en un programa donde expresan su preocupación por las pesadillas extrañas de Donghae,y que esto hacia que él se sintiera cada vez más débil. Donghae explica su sueño de ver a un fantasma que esta sobre él. El invitado especial también cuenta de un encuentro fantasmal que ella había tenido en Japón, y visitó a un psíquico para aprender más sobre el fantasma. Al ver que se trataba de una situación similar, Super Junior permite cámaras de seguridad para grabar dentro de sus dormitorios en las próximas 6 semanas. En la primera semana, una figura extraña aparece en el CCTV en una esquina al lado de la cama de Donghae.

### Episodio 2: Diario Maldito(Cursed Diary)
- Una emisión de radio relata el suicidio de un hombre y asesinato de su familia, al mismo tiempo una muchacha se agacha en su cuarto escribiendo en su diario. Una figura oscura choca contra el cuarto y la mata con un palo de golf. Donghae bruscamente se despierta de la pesadilla. El mánager le dice al debilitado Donghae que su agenda han sido cancelada a fin de que descanse. Mientras tanto, Heechul, Leeteuk y Kang-in visitan a Siwon en el set de Spring Waltz, ven pasar a una niña extraña en la calle. Kang-in, Sungmin y Ryeowook vuelven al dormitorio de Donghae pero lo encuentran inconsciente en el piso del baño. Como Donghae descansa, los otros miembros encontrar un diario que pertenecía a una adolescente. En sus entradas, se reveló que había sufrido pesadillas como Donghae, y, finalmente, se puso peor. En el CCTV, la figura fantasmal aparece otra vez, esta vez cambiando su posición....

### Episodio 3: Espíritu Malvado(Evil Spirit)
- Donghae se distrae en el entrenamiento de baile. Para animarlo, los miembros tienen una sesión de baile de estilo libre. Leeteuk sugiere que busquen ayuda profesional para determinar por qué un fantasma frecuenta a Donghae. Un exorcista es llamado, y ella le informa a Donghae que el espíritu es muy malo y vengativo. Para levantarle el ánimo después de escuchar las malas noticias, Kang-in lleva a Donghae al gimnasio. Leyendo las entradas del el diario, la muchacha Park Gayoung tiene sueños más violentos, y culpa a su padre de ello. Ella escribe que comienza a ver y oír cosas. Super Junior ensaya para una actuación en vivo "Miracle", pero a causa de los misteriosos ruidos fantasmales de la música, se ven obligados a usar lipsynch (sincronización de labios). Ellos son informados por su mánager que Gayoung fue asesinada por un intruso. Shindong, Eunhyuk y Kang-in preparan kimbap para Donghae, mientras que Sungmin y Ryeowook van al estudio de grabación.. De pronto, la energía se corta y Sungmin es atrapado brevemente dentro de la cabina de grabación. Cuando la energía vuelve, el equipo de toma una imagen por el cumpleaños del técnico. Haciendo esto, ellos capturan la imagen del fantasma que está de pie detrás de Sungmin en la fotografía.

### Episodio 4: Viaje Prohibido(Forbidden Journey)
- A pesar de todo, Donghae se hace cada vez más deprimido y aislado de otros miembros. Se toma un momento a solas y llama a su mamá. Leeteuk, Eunhyuk y Shindong llevan a Donghae a una sesión de terapia de hipnosis, y el hipnotizador lo pone en un trance. Donghae escribe lo que el fantasma le dice, los miembros tratan de interpretar las palabras garabateadas. La madre de Park Gayoung es rastreada y ella cuenta como su marido había matado Gayoung. Super Junior viaja a Tailandia para un concierto. Esa tarde, mientras que se relaja en la piscina Leeteuk y Eunhyuk ven a Donghae ahogarse en el agua.

### Episodio 5: Caza de Brujas(Witch Hunt)
- Leeteuk salta a la piscina y salva a Donghae, Eunhyuk mira desesperadamente. Ellos son capaces de reanimarlo después de que Leeteuk realiza RCP, pero Donghae está visiblemente consternado por el accidente, diciendo que sintió como si sus piernas estaban siendo arrastradas. A la mañana siguiente, Sungmin y Siwon dicen que ellos también vieron a fantasmas en sus sueños la noche anterior. Super Junior va durante un día hacia fuera de Tailandia, visitando a un zoo y probando el boxeo tailandés. Más tarde, Ryeowook le pide al mánager encontrar a la madre de Gayoung con el fin de echar otro vistazo al diario. Gayoung cuenta como un compañero de clase llamó Lim Joomi se había suicidado, y que eso ella la atormenta. ¿En el diario, Gayoung escribe que el fantasma comienza a decirle "¿morirás tu también?". Volviendo a la nota garabateada Donghae había escrito durante su trance, se revela que son las mismas palabras.

### Episodio 6: Verdad Mortal(Deadly Truth)
- Ryeowook y Sungmin son invitados al programa de radio de Kang-in, pero minutos antes de la emisión, Ryeowook de repente desaparece. Cuando él es encontrado, él es atrapado dentro de un cubículo con una fuerza desconocida que lo presiona contra la puerta. Después de sacarlo, apenas llegan a tiempo para la emisión. Más investigación sobre la muerte de Lim Joomi conduce a la averigución que los rumores fueron extendidos por su antiguo amigo Yang Jihyun. Con una cámara ocultada, Yang Jihyun es entrevistado en su lugar de trabajo, diciendo que ella nunca había pensado que sus acciones causarían a Joomi se quitara la vida. Jihyun visita la tumba de Joomi, llorando le pide perdón. Mientras tanto, Leeteuk lee rápidamente las últimas páginas del diario de Gayoung, escritas justo momentos antes de su muerte. Él encuentra una página ocultada que había sido pegada a otra. Entonces descubre que la madre de Gayoung la había matado no su padre. Como Donghae todavía que descansa en su dormitorio, Leeteuk y Shindong desesperadamente tratan de advertirle por teléfono, en ese mismo instante la madre de Gayoung aparece en la puerta, toca el timbre varias veces. Donghae se despierta y coge el teléfono antes de comprobar la puerta, pero nadie está ahí.

## Páginas Oficiales
- SM Entertainment Official Site
- Super Junior Official Site Archivado el 8 de noviembre de 2017 en Wayback Machine.
- Super Junior Official Avex Site
- Super Junior Official Japanese Site
- KBS Super Junior Kiss The Radio Official Site

- Datos: Q951909